# Миладин Ћулафић
Миладин Ћулафић (Горње Луге код Андријевице, 27. јануар 1939) српски је књижевник и лектор.

## Биографија
Основну школу завршио је у Андријевици, а гимназију у Иванграду (Беране). Завршио је Филолошки факултет у Београду, група за југословенске и општу књижевност. Радио је десетак година као професор књижевности у Брчком, Младеновцу, Мркоњић Граду и Бањој Луци. После је, у Београду, радио као лектор и коректор у новинском предузећу Јеж и издавачкој кући Рад.
Осим избора из његове прве две књиге на бугарском под називом Силна крв (Народна култура, Софија 1980), превођене су још неке његове приче на италијански и француски језик.
Члан је Удружења књижевника Србије.
Живи у Београду.

## Награде
- Исидора Секулић, 1972.[3]
- Политикина награда за причу[2]
- Радоје Домановић за сатиричну причу[2]
- Завичајне награде општине Андријевица и општине Беране[2]
- Награда фонда задужбине Бранко Ћопић, 2019.[2]
- Награда "Светозар Ћоровић", 2020.[4]

## Дела
- Упорност траве (приче, 1969)
- Нешто (приче, 1972)
- Неспоразуми (приче, 1986)
- Гримасе по ваздуху (из ђачких писмених задатака, 1983)
- Докле ћу морати да будем добар - Тако је растао Стеван (1990)
- Без слободе не могу да мрднем (1993)
- Господар солитера (2000)
- Точак историје (збирка кратких записа из завичаја,1988)
- Прође памет ко трешње (1997,2005)
- Дивљи старац (1993)
- Богатство (1999)
- Преко границе (2007)